# MIPS (processorarkitektur)
För andra betydelser, se MIPS.

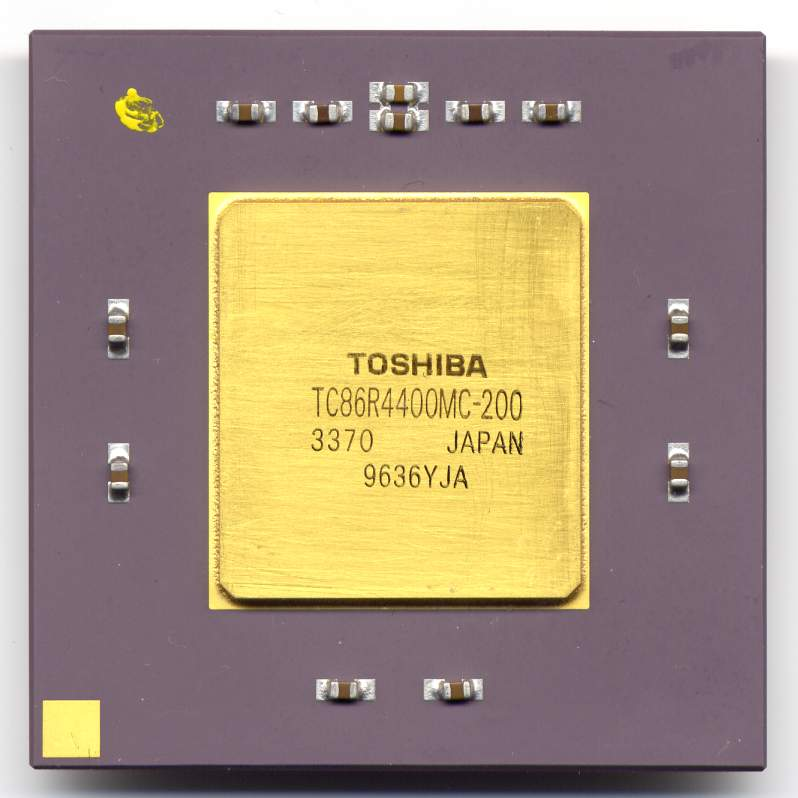
En MIPS R4400 mikroprocessor tillverkad av Toshiba.

MIPS, Microprocessor without Interlocked Pipeline Stages, är en RISC-processorarkitektur som utvecklades utgående från ett projekt vid Stanford University vid MIPS Computer Systems, senare sålt till Silicon Graphics och omdöpt till MIPS Technologies.
MIPS-arkitekturen existerar i både 32-bitars och 64-bitarsversion. MIPS ISA (instruction set) existerar i fem olika versioner som är bakåtkompatibla med varandra.
MIPS-projektet inleddes 1981, MIPS Computer Systems grundades 1984 och den första MIPS-processorern R2000 lanserades 1985, en 64-bitars variant R4000 1991. Processorerna användes i flera arbetsstationer, framförallt av Silicon Graphics (SGI). Under 1990-talet licenserades designen till tredjepartstillverkare och arkitekturen blev populär på marknaden för inbyggda system. 
I slutet av 1990-talet och början av 2000-talet övergick många datortillverkare till Intels processorer, bland dem SGI, och MIPS-processorn försvann från marknaden för persondatorer och arbetsstationer. MIPS finns kvar som en av de viktigaste arkitekturerna för kraftfullare inbyggda system, såsom digitalboxar, spelkonsoler och mini-pc:n.
Vid sidan av arbetsstationer och inbyggda system har MIPS-processorerna använts i superdatorer, av SGI från 1991 till 2005. Origin3000-serien klarade som mest 1024 centralprocessorer på 700 MHz. Ett senare exempel på en MIPS-superdator är ett Linux-kluster, SC5832, med 972 noder och 5832 MIPS-processorer i en integrerad helhet.
MIPS stöds av ett flertal operativsystem, vid sidan av SGI:s Irix bland annat ett antal andra Unix-varianter, tidiga versioner av Windows NT samt Windows CE, Linux och BSD.